# Marina Rodriguez
Marina Alcalde Rodriguez, född 29 april 1987 i Bagé i Brasilien, är en brasiliansk MMA-utövare som sedan 2018 tävlar i organisationen Ultimate Fighting Championship.

## Bakgrund
Rodriguez spelade fotboll, volleyboll, basket och handboll när hon växte upp. MMA började hon inte med förrän hon fyllt 26.